# Schwalbe (Vereinigung)
Schwalbe ist die deutsche Vereinigung für Problemschach. Sie gibt die Zeitschrift Die Schwalbe heraus.

## Verein
Der Verein „Schwalbe“ wurde am 10. Februar 1924 in Essen-Rüttenscheid als Vereinigung von Problemfreunden zur Förderung der Aufgabenkunst gegründet. Zu den Gründungsvätern gehörten 15 Problemfreunde aus dem Ruhrgebiet unter der Federführung von Wilhelm Maßmann. Erster Vorsitzender war Anton Trilling. Im Jahr 1972 wurde „Die Schwalbe“ auf Initiative von Gerhard Wolfgang Jensch und unter Hilfe von Werner Speckmann Mitglied des Deutschen Schachbundes, wobei sie die Stellung eines Landesverbandes besitzt.
Der Name wurde von Johannes Hinsken aus Bottrop vorgeschlagen. Er geht auf einen berühmten Vierzüger mit dem Titel Eine Schwalbe von Johannes Kohtz und Carl Kockelkorn zurück:
|   | a | b | c | d | e | f | g | h |   |
| 8 |   |   |   |   |   |   |   |   | 8 |
| 7 |   |   |   |   |   |   |   |   | 7 |
| 6 |   |   |   |   |   |   |   |   | 6 |
| 5 |   |   |   |   |   |   |   |   | 5 |
| 4 |   |   |   |   |   |   |   |   | 4 |
| 3 |   |   |   |   |   |   |   |   | 3 |
| 2 |   |   |   |   |   |   |   |   | 2 |
| 1 |   |   |   |   |   |   |   |   | 1 |
|   | a | b | c | d | e | f | g | h |   |

Matt in vier Zügen

Die Lösung besteht ausschließlich aus Zügen der weißen Dame, die „wie eine Schwalbe“ ihre Kreise zieht.
Es scheitert 1. Db7–a7? (droht Da1#) an Tg4–a4! und 1. Db7–h7? (droht Db1#) an Tg4–e4!
1. Db7–f7! (droht 2. Sd3+ Kd1 3. Db3#) Lg2–d5 (1. … Tc4 2. Dg6 mit undeckbarer Doppeldrohung 3. Db1, Dg3 matt)

2. Df7–a7 (droht Da1#) Tg4–a4

3. Da7–h7 Ta4–e4 (verstellt die Läuferdiagonale) oder Ld5–e4 (verstellt die Turmreihe)

4. Dh7–h1 matt / Dh7–h4 matt
Andersherum geht es nicht: 1. Da7? Ta4 2. Df7 Td4/Tb4! (2. … Tc4? 3. Dg6!, 2. … Ld5? 3. Dh7!) 3. Dg6 Txd2/Txb2!. Nach 3. cxd4/cxb4 kann das Matt aber erst im 5. Zug erfolgen.

Dies ist zugleich ein Musterbeispiel für einen Grimshaw: Im dritten Zug verstellen sich schwarzer Turm und schwarzer Läufer wechselseitig im Schnittpunkt e4. Das ist besonders ästhetisch, weil beide Figuren in den vorausgehenden Zügen erst „kritisch“ über e4 zurückgelenkt worden sind (der Läufer im ersten, der Turm im zweiten Zug); erst dadurch wird im dritten Zug der Schnittpunkt e4 nutzbar für Weiß.
Gemäß der Satzung der Schwalbe ist ihr Sitz in München. Das Ziel der Vereinigung ist die Förderung des Problemschachs, wobei sie keine eigenwirtschaftlichen Zwecke verfolgt. Da sie gemeinnützige Zwecke verfolgt, ist die Organisation gemäß der Abgabenordnung steuerbegünstigt. Der Wegfall dieser Zwecke oder die Auflösung der Vereinigung würde dazu führen, dass das Vereinsvermögen an den Deutschen Schachbund übergeht.

## Zeitschrift
Die Zeitschrift „Die Schwalbe“ erschien erstmals als Monatsheft von August 1924 bis Mai 1925, wonach sie in der Zeitschrift „Funkschach“ residierte und erst im Januar 1928 wieder als eigene Monatsschrift erschien. Später wurde sie nur noch zweimonatlich gedruckt. Lediglich zwischen 1943 und 1946 musste sie wegen des Krieges ihr Erscheinen einstellen. Diese Zeit überbrückte der damalige Vereinsvorsitzende Wilhelm Karsch, indem er die Mitglieder mit Mitteilungen der Schwalbe versorgte. Im Oktober 1969 änderte „Die Schwalbe“ ihr Aussehen und begann mit der Zählung wieder bei Heft 1. Diese Nummerierung wurde seitdem beibehalten. „Die Schwalbe“ ist weltweit als Fachzeitschrift anerkannt. Es werden Schachkompositionen und Lösungen veröffentlicht, Kompositionsturniere ausgeschrieben und Fachartikel publiziert.

## Geschichte der „Schwalbe“

### Anfänge bis zum Ende des Zweiten Weltkriegs
Wilhelm Maßmann hatte seit 1920 die Schachspalte im Essener Anzeiger geführt, wodurch er als Mitarbeiter und Aufgabenverfasser Freunde der Schachkomposition um sich versammelte. Im Jahr 1923 beschloss er, einen eigenen Verein für die „Förderung der Schachaufgabe“ zu gründen. Nach einem Briefwechsel mit Anton Trilling fand die Gründung am 10. Februar 1924 durch H. August, W. Burchard, H. Eichholz, J. Hinsken, A. Jakubzik, W. Karsch, W. Krämer, J. Koöorz, F. Mascher, J. Ruczinski, F. Rudolph, E. Skowronek, A. Stemmer, A. Trilling und W. Usath unter dem Namen Schwalbe, Vereinigung von Problemfreunden statt. Anton Trilling wurde zum Vorsitzenden gewählt.
Nach mehreren monatlichen Treffen beschlossen die Mitglieder im Juli 1924, eine eigene Zeitschrift herauszugeben. Diese erschien erstmals im August 1924. Um die Zeitschrift aufrechterhalten zu können, wurde sie nach kurzer Zeit in die Funkschach eingebunden, bis sie ab Januar 1928 unter der Leitung von Eduard Birgfeld erneut als selbständige Zeitschrift erschien.
In Zusammenarbeit mit Thomas Rayner Dawson arbeitete Wilhelm Maßmann Ende der 1920er Jahre Richtlinien für Mannschafts-Lösemeisterschaften aus, wonach noch vor dem Zweiten Weltkrieg internationale Meisterschaften ausgetragen wurden. Die deutsche Mannschaft holte dabei 1933 hinter Spanien und gemeinsam mit England den zweiten Platz. Zur selben Zeit legte Maßmann durch den Aufbau seiner Miniaturensammlung, die er zusammen mit seiner anderthalbtausend Bücher umfassenden Schachbibliothek 1974 testamentarisch der Kieler Bibliothek vermachte, die Grundlage für die Zusammenarbeit der Schwalbe mit der Landesbibliothek in Schleswig-Holstein, die so zur einzigen öffentlichen auf Schachkomposition spezialisierten Bibliothek im deutschen Sprachraum wurde. Maßmann beriet die Schwalbe juristisch und war von 1938 bis 1939 kurzzeitig Schriftführer, wonach Wilhelm Karsch das Amt übernahm. Aufgrund der schlechten politischen und finanziellen Situation musste die Zeitschrift trotz der Bemühungen Karschs, die auch in der Anpassung an den nationalsozialistischen Zeitgeist und dem Ausschluss der „feindländischen“ Mitglieder bestanden, 1943 eingestellt werden.

### Wiederbelebung der Zeitschrift
Nach dem Ende des Zweiten Weltkriegs wurde der Versuch unternommen, die Zeitschrift wiederzubeleben. Der politisch unvorbelastete Carl Schrader (1901–1959) erhielt 1946 von den britischen Militärbehörden eine Drucklizenz, mit der er in Hamburg die Schwalbe herausgeben konnte. Dabei musste er zunächst gegen den Papiermangel ankämpfen, indem er für jedes Heft 100 Kilogramm Altpapier sammelte, das im Verhältnis 5:1 erneut zu verwendbarem Papier verarbeitet werden konnte. Mit der Währungsreform und der Einführung der Deutschen Mark am 21. Juni 1948 wurde die Papierkrise jedoch politisch gelöst. Durch Schraders Einsatz überstand die Zeitschrift die Nachkriegszeit, bis Schraders gesundheitliche und zeitliche Probleme zu einem ausgabenlosen Jahr 1958 und anschließend zu Schraders Rücktritt führten. Für die folgende Wahl des neuen Vorsitzenden wurden erstmals die Ämter des Vorsitzenden und des Schriftleiters getrennt.
Werner Speckmann wurde 1959 zum Ersten Vorsitzenden der Schwalbe gewählt. Unter der 22-jährigen Amtszeit Speckmanns wurden auf sein Anraten 1961 die internationalen Lösemeisterschaften durch den Weltschachbund wiederaufgenommen. 1972 ist die „Schwalbe“ als Landesverband in den Deutschen Schachbund eingetreten. Am 22. Oktober 1972 wurde zudem auf der Hauptversammlung die „Schwalbe, Vereinigung für Problemfreunde“ in „Schwalbe, deutsche Vereinigung für Problemschach“ umbenannt und eine neue Satzung beschlossen. Beim Finanzamt in Hamm wurde unter der Wirkung Speckmanns, der Berufsjurist war, erstmals der Status der Gemeinnützigkeit für die Schwalbe festgestellt. Die finanzielle Situation der Schwalbe wurde von Speckmann durch kontinuierlich erhöhte Mitgliederbeiträge und die Neuauflage alter Hefte verbessert, sodass bei Speckmanns Rücktritt 1982 ein solides finanzielles Fundament vorhanden war. Speckmanns Nachfolger wurde John Niemann, der jedoch im selben Jahr noch von Wolfgang Dittmann abgelöst wurde.

## Personalia (Auswahl)

### Vorsitzende
| 1. Vorsitzender   | Zeitraum  |
| ----------------- | --------- |
| Anton Trilling    | 1924–1927 |
| Eduard Birgfeld   | 1927–1939 |
| Wilhelm Karsch    | 1939–1946 |
| Carl Schrader     | 1946–1959 |
| Werner Speckmann  | 1959–1981 |
| John Niemann      | 1981      |
| Wolfgang Dittmann | 1981–1988 |
| Hemmo Axt         | 1988–2006 |
| Hans Gruber       | 2006–2014 |
| Bernd Gräfrath    | seit 2014 |

### Ehrenmitglieder
| Ehrenvorsitzender | Ernennung | Verdienst                                                                                 |
| ----------------- | --------- | ----------------------------------------------------------------------------------------- |
| Wilhelm Maßmann   | 1966      | herausragende Bedeutung für die Schwalbe                                                  |
| Werner Speckmann  | 1982      | kontinuierliche Erweiterung von Mitgliederzahl und Vermögen der Schwalbe als Vorsitzender |
| Hemmo Axt         | 2006      | langjährige Tätigkeit als Vorsitzender                                                    |

| Ehrenmitglied        | Ernennung | Verdienst                                                     |
| -------------------- | --------- | ------------------------------------------------------------- |
| Alain Campbell White | um 1930   | Förderung des Problemschachs                                  |
| Eugen Böhnert        | um 1930   | Drucker der Zeitschrift, oftmals unter Selbstkostenpreis      |
| Anton Trilling       | 1932      | Verdienste als Vorsitzender                                   |
| Thomas Rayner Dawson | 1949      | Verdienste um die internationale Schachproblemkunst           |
| Ernst Schmidt        | 1950      | volontäre Anfertigung der Inhaltsverzeichnisse 1928 bis 1949  |
| Ado Kraemer          | 1952      | besondere Verdienste um das Problemschach                     |
| Erich Zepler         | 1952      | besondere Verdienste um das Problemschach                     |
| Irma Speckmann       | 1982      | volontäre Arbeit an der Seite ihres Ehemanns Werner Speckmann |
| Helga Hagedorn       | 1993      | volontäre Arbeit als Bücherwart                               |
| Peter Kniest         | 1993      |                                                               |
| Hans-Dieter Leiss    | 1994      |                                                               |
| Hermann Weißauer     | 1995      | besondere Verdienste um das Problemschach                     |
| Bernd Ellinghoven    | 2002      | besondere Verdienste um das Problemschach                     |
| Günter Büsing        | 2006      | besondere Verdienste um das Problemschach                     |
| Francisco Benkö      | 2009      | schachhistorische Bedeutung                                   |
| Godehard Murkisch    | 2011      | besondere Verdienste um das Problemschach                     |